# Thamithericles obsoletus
Thamithericles obsoletus är en insektsart som beskrevs av Marius Descamps 1977. Thamithericles obsoletus ingår i släktet Thamithericles och familjen Thericleidae. Inga underarter finns listade i Catalogue of Life.